# لويز بيلوك
لويز بيلوك (بالفرنسية: Louise Bellocq)‏ كاتبة فرنسية من مواليد القرن العشرون. ولدت عام 1909 بشارلفيل. كتبت روايات للأطفال. حصلت على جائزة فيمينا الأدبية عام 1960.